# پوست سیاه، صورتک‌های سفید
پوست سیاه، صورتک‌های سفید (به انگلیسی: Black Skins, White masks) عنوان کتابی است از روان‌پزشک و روشنفکر اهل مارتینیک، (فرانتس فانون) که درسال ۱۹۵۲ به نگارش درآمد. فانون در این اثر با نگرشی روانکاوانه درصدد فهم تأثیرات منفی استعمار و نژادپرستی بر ذهن انسان‌های سیاه‌پوست بوده‌است.

## چکیده

### فصل یکم
سیاه‌پوست و زبان: فانون در این فصل به تأثیرات زبان در استعمار و سلطه می‌پردازد. او معتقد است که استعمار طوری القا کرده‌است که گویی آموختن و گفتار به زبان فرانسه (یا هر زبان اروپایی استعماری)، فرد بومی را به متمدن شدن و انسان‌برتر (سفیدپوست) نزدیک می‌کند.

### فصل دوم
زن رنگین‌پوست و مرد سفیدپوست: در این بخش فانون به تحلیل دو اثر از دو نویسندهٔ سیاه‌پوست می‌پردازد؛ یکی «من زنی مارتینیکی هستم» کتابی بود از مایوت کاپسیا که بدنبال شرح حال عشق شکست خوردهٔ زنی سیاه‌پوست نسبت به یک مرد سفیدپوست اروپایی است. کاپسیا در این اثر معتقد است که زن سیاه‌پوست در نگاه مرد سفیدپوست غیرقابل احترام است. او در این کتاب عشقی را به تصویر می‌کشد که صرفاً علت آن زیبایی نژادی مرد سفیدپوست است (مانند رنگ چشم او) و زن نیز تنها به علت تحقیر نژادی درونی خود خواهان ازدواج است. اثر دیگر از عبدالله ساجی می‌باشد که در آن این باور را القا می‌کند که گویی زن دورگه از زن سیاه‌پوست برتر است. هر دو اثر از منظر فانون ناشی از تحقیر نژادی و عقدهٔ حقارت نویسندگان است.

### فصل سوم
مرد رنگین‌پوست و زن سفیدپوست: داستان این فصل هم برعکس فصل پیشین است که همانا تحقیر نژادی و انزجار از سیاه بودن در مردان است. مرد سیاه‌پوست تنها می‌تواند برتر شود و به تمدن برسد که با یک زن سفیدپوست زیبا ازدواج کند و از طریق آن گویی سفید شود و از سیاهی و توحش خلاص گردد.

### فصل چهارم
درباب عقدهٔ وابستگی فرد استعمار زده: فانون در این فصل به تحلیل کتاب (روانشناسی استعمار) نوشتهٔ اکتاو مانونی می‌پردازد و نظرات خود درباب آرای مطروحه در این اثر را بیان می‌کند.

### فصل پنجم
واقعیت سیاه‌پوستی: تحقیر نژادی سیاهان بسیار دردناک تر از تحقیر نژادی یهودیان است، زیرا که بدن یهودی در وهلهٔ اول چیزی را نشان نمی‌دهد. این فصل داستان تجربهٔ «سیاه» بودن است. سیاه بودن در نگاه خود و سفیدان. این فصل به نژادپرستی نهفته‌ای می‌پردازد که گویی با سیاهان زاده می‌شود و رنگ پوست آنها همه چیز را لو می‌دهد.

### فصل ششم
سیاه‌پوست و شناخت بیماری‌های روانی: فرانتس فانون در این بخش از کتاب نیز نتیجه چند روانکاوی و تحلیل خود از بیماران روانی افراد استعمارگر و استعمار شده را بیان می‌کند.

### فصل هفتم
سیاه‌پوست و شناسایی ارج: این فصل به دو بخش تقسیم‌شده: بخش اول (سیاه‌پوست و ادلر) و بخش دوم (سیاه‌پوست و هگل). که با استفاده از نظریات این دو نفر به بررسی (عقدهٔ حقارت) و (مفهوم ارج) در افراد سیاه‌پوست آنتیلی (بومیان مارتینیک) می‌پردازد.